# 欧州評議会規程
欧州評議会規程（おうしゅうひょうぎかいきてい、英語: Statute of the Council of Europe）、またはロンドン条約（ロンドンじょうやく、英: Treaty of London）は1949年5月5日にロンドンで締結された条約。条約により欧州評議会が設立され、以降は同条約の批准が欧州評議会への正式加盟とみなされた。条約の本文は英語とフランス語となっている。1949年8月3日にのべ7か国が批准したことで発効した。
最初の締結国はアイルランド、イギリス、イタリア、オランダ、スウェーデン、デンマーク、ノルウェー、フランス、ベルギー、ルクセンブルクの10か国であり、以降ヨーロッパ諸国の加入が進み、2019年時点で47か国が条約を批准または加盟している。また、ベラルーシとバチカン市国は2019年時点で欧州評議会規程を批准していない。
欧州評議会規程は1951年4月11日に国際連合に登録され、国際連合条約シリーズの87巻103頁、条約第1168号となっている。